# PARTY-ZAN фильм
«PARTY-ZAN фильм» — белорусская молодёжная эксцентрическая комедия по сценарию Андрея Курейчика. Год создания — 2016.
История двух молодых парней, неудачливого бизнесмена Алексея и программиста Дениса, которым представился шанс хорошо заработать — снять несколько военных сцен для московской киногруппы. Но в дороге Алексей теряет деньги, и ребятам предстоит выпутываться из сложившейся ситуации, чтобы избежать столкновения с бандитами и тюрьмы за мошенничество.
Премьера фильма состоялась 29 декабря 2016 года. Фильм стал первым белорусским фильмом, который попал на широкий экран в предновогодний прокат.

## Сюжет
Фильм — ироничный взгляд на белорусский фильммейкинг как на фабрику по производству кино про войну. Герои фильма — программист, бизнесмен и девушка. Программист Денис оказался уволенным из компании «Фангейминг» и остался без работы. Предприниматель Алексей разными способами пытается заработать денег, но везде прогорает. Тем не менее он пытается снова и снова, желая быть востребованным, успешным и обеспеченным.
Алексей и Денис ради лёгких денег собрались провернуть авантюру и заработать сразу большую сумму. Чтобы осуществить свой замысел, они представляются московской киногруппе как белорусские кинопродюсеры и берутся снять несколько военных сцен для фильма «Брестский перелом». Поначалу судьба им улыбается: подписан выгодный контракт на съёмки военного блокбастера для россиян со звёздами кино Данилой Козловским, Гошей Куценко и Ренатой Литвиновой в главных ролях. Неожиданно в их жизнь врывается Марта, девчонка из Бреста. И тут всё начинает идти «не так». В поезде Минск—Брест один из героев теряет сумку с деньгами. Модный московский режиссёр и именитый оператор уже приехали в Беларусь, на подъезде российские кинозвезды… И начинающим продюсерам теперь светит столкновение с бандитами и тюрьма за мошенничество.
Марта соглашается помочь отчаявшимся продюсерам. Она поит московского режиссёра дедовской самогонкой, и тот все дни съёмок проводит в состоянии алкогольного опьянения в её брестской квартире. Оператора ребята отправляют в больницу, «случайно» сломав ему ногу при посадке в такси. При попытке сбежать из больницы московский оператор и вовсе погибает, случайно провалившись в открытый люк. Тем временем Алексей и Денис сами проводят съёмки с российским актёрами и реставраторами боевых действий на территории Брестской крепости. Отснятый материал Марта передаёт в последний день московскому режиссёру, который увозит плёнку в Москву, совершенно не помня, как он провёл эти дни, и веря, что именно он и отснял данный материал. Вместе с ним в Москву уезжает и Марта. Батальные сцены настолько понравились российским заказчикам, что они не только перечисляют оставшуюся сумму денег, но и готовы сделать новый заказ молодым белорусским кинопродюсерам на значительно большую сумму.

## История создания
Полнометражную ленту под рабочим названием «Партизан-фильм» была анонсирована режиссёром Андреем Курейчиком 31 мая 2016 года во время пресс-конференции. По словам режиссёра, фильм — «попытка разобраться, как в Беларуси можно заработать деньги в сфере кинематографа», и о том, как в Беларуси снимают фильмы про войну. Беларусь нередко воспринимают как «фабрику военного кинематографа», что, по мнению Андрея Курейчика, не совсем соответствует действительности. При этом сам режиссёр не приуменьшает значимости событий 1941 года.
Кастинг проводился в июне 2016 года, было рассмотрено несколько сотен кандидатов. В итоге на главные роли были утверждены восходящие звёзды белорусского театра и кино: Александр Тарасов, Александр Душечкин и Алиса Авчинник. Для актёра Республиканского театра юного зрителя Александра Тарасова это стало первой главной ролью в кино. Роль программиста Дениса сыграл студент Академии искусств Александр Душечкин. Кроме того, в ленте снялся ряд звёзд белорусского кино — например, Эвелина Сакуро, которая играет роль состоятельной хозяйки квартиры, актёры Александр Ефремов (младший), Иван Щетко, Александр Гусев, Сергей Широчин, а также известные актёры минских театров. Помимо Эвелины Сакуро, в фильме снялись и другие актёры из того же фильма — участники группы «Нейро Дюбель» Александр Кулинкович и Юрий Наумов, а также сын Андрея Курейчика Глеб, исполняющий эпизодическую роль.
Основные съёмки проходили с 4 по 22 августа в Минске, Бресте и между этими двумя городами, а также в Москве. Съёмка велась на минских и брестских улицах, в кафе, больнице, на трассе и других площадках. Брест для съёмок был выбран не случайно. По словам режиссёра Андрея Курейчика, Минск и Брест максимально отражают Беларусь, Брест представляет собой западный форпост государства, город на границе, город с военными традициями, которые затрагиваются и в картине. Наиболее сложными, по словам создателей картины, были съёмки на линии Сталина — по причине огромного количества реконструкторов, массовок, баталий, набора пиротехники. Первоначально съёмки батальных сцен планировались на территории Брестской крепости, и даже был отснят материал во время реконструкции обороны Брестской крепости 22 июня 1941 года, который должен был войти в фильм. Съёмочная группа добилась разрешения на работу в крепости от Министерства культуры и брестского горисполкома, но не смогла получить разрешения от директора комплекса. В результате создателям картины пришлось вместо крепости снимать необходимые кадры на линии Сталина. В батальных сценах снимались участники минского военно-исторического клуба «Солдаты Победы». Несколько сцен было доснято в сентябре, последняя — 8 сентября. В общей сложности съёмочная часть процесса уложилась в 16 смен.
Бюджет фильма составил около 40 000 долларов.

### Промоушн
23 октября режиссёр Андрей Курейчик и продюсер Дмитрий Фрига презентовали картину на Международном кинорынке KinoPoisk Film Market в Москве. 25 октября в минском кинотеатре Silver Screen участники независимого творческого объединения BezBuslou Arts продемонстрировали представителям кинопрокатных организаций тизер к фильму.
6 ноября создатели картины презентовали фильм на минском международном кинофестивале «Листопад-2016» в рамках Индустриальной платформы «День белорусских инициатив». Публике был показан тизер-трейлер к ленте и пятнадцатиминутная выдержка из фильма, которая раскрывает сюжет. 6 декабря был представлен официальный трейлер.
За две недели до выхода вокруг фильма развернулся самый громкий киноскандал недели в Беларуси. Широко разрекламированный к тому времени «PARTY-zan фильм» не сразу прошёл регистрацию в министерстве культуры. В министерстве не пожелали утверждать картину к прокату, сославшись на то, что у предоставленной «черновой» копии есть некоторые недоработки. Готовую чистовую версию режиссёр предоставил 16 декабря. Фильм был утверждён, и 19 декабря Андрею Курейчику выдали прокатное удостоверение.
21 декабря, за неделю до выхода фильма на широкий экран, в минском кинотеатре SilverScreen состоялась закрытая премьера фильма и тематическая вечерника для VIP-гостей, журналистов и творческой команды. Среди гостей были белорусские звёзды кино, театра, шоу-бизнеса, спорта и прессы, а также партнёры и волонтёры. Премьера прошла при полном аншлаге. 26 декабря в кинотеатре SilverScreen прошёл пресс-показ кинокомедии.
Создатели фильма поставили перед собой амбициозную цель — отвоевать долю рынка для отечественного кино в белорусском кинопрокате, где на данный момент импортный кинематограф занимает более 95 %.

### Кадры со съёмочной площадки
- Съёмки на «Линии Сталина» (Минский район)
- Съёмки батальных сцен на «Линии Сталина»
- Съёмки батальных сцен
- Режиссёр А. Курейчик объясняет юным актёрам их роли
- Съёмочная группа вместе с актёрами
- Гримировка актёров
- Съёмки фрагмента в больнице
- Съёмки в «брестской квартире Марты»

## Фильм в прокате

### Премьера фильма. Минский прокат
Премьера фильма состоялась 29 декабря 2016 года в минском кинотеатре «Москва». Во время премьеры среди зрителей присутствовали художник Андрей Смоляк, режиссёр Александр Гарцуев, актриса Зоя Белохвостик, телеведущие Егор Хрусталёв, Павел Кореневский, Сергей Филимонов и многие другие известные люди Беларуси.
Фильм стартовал сразу в 8 минских кинотеатрах 18 сеансами в день, что стало рекордным результатом для белорусского кино, которое обычно демонстрируется ограниченным прокатом или показывается только в рамках фестивалей. Кроме того, фильм стал первым и единственным белорусским фильмом, который попал на широкий экран в предновогодний прокат, самое конкурентное время в кинопрокате.

### Региональный прокат
В региональном прокате «Party-Zan фильм» стартовал с 12 января 2017 года. Больше всего кинотеатров, где он шёл, было в Минской и Гомельской областях. В Могилёве и Могилёвской области руководство Могилёвского государственного предприятия «Киновидеопрокат» отказало Вez Buslou Arts в демонстрации фильма.

### Кассовые сборы
В Минске только за первый уик-энд комедию «PARTY-ZAN фильм» посмотрели 3500 зрителей, а кассовые сборы составили около 18 тысяч белорусских рублей (BYN), что в эквиваленте равно 9 тысячам долларов.
Второй прокатный уикенд был менее удачным. Ряд кинотеатров был вынужден приостановить показы фильма на четыре дня из-за противоречий между компанией BezBuslou Arts и министерством культуры в лице директора департамента по кинематографии Ирины Беляковой, начавшийся ещё до проката картины. Режиссёр фильма Андрей Курейчик написал письма в администрацию президента и совет министров о сложностях с прокатом белорусского кино, которые, по его убеждению, создают чиновники министерства культуры. В свою очередь первый заместитель министра культуры Ирина Дрига заявила, что в прокат была предоставлена версия, метраж которой отличался от заявленного в госудостоверении на 1 мин. 49 сек. По её предположениям, добавленный фрагмент содержал информацию, которая могла относиться к рекламе продукции сексуального характера. Диск с фильмом был направлен Министерством культуры в Республиканскую комиссию по предотвращению пропаганды порнографии, насилия и жестокости. Но эксперты не нашли в фильме ничего из заявленного и по завершении выдали финальное прокатное удостоверение с присвоением возрастного ценза «18+». По оценкам создателей картины, было сорвано более 40 сеансов белорусского фильма, а из-за инцидента сами создатели потеряли 40 % сборов.
Всего за 2 уикенда фильм собрал около 30 тысяч белорусских рублей (около 15,7 тысяч долларов), при том, что бюджет был окуплен ещё до выхода фильма в прокат благодаря спонсорской поддержке.

## Создатели фильма

### Съёмочная группа
- Сценарист: Андрей Курейчик
- Режиссёр-постановщик: Андрей Курейчик, Сергей Дмитренко
- Вторые режиссёры: Александра Борисова
- Композитор: Дмитрий Фрига[52]

### В ролях
| Актёр                                   | Роль                                        |
| --------------------------------------- | ------------------------------------------- |
| Александр Душечкин                      | Денис, IT-шник                              |
| Александр Тарасов                       | Алексей, бизнесмен                          |
| Алиса Авчинник                          | Марта, девушка из Бреста                    |
| Эвелина Сакура                          | Хозяйка квартиры                            |
| Александр Гусев                         | Московский кинооператор                     |
| Александр Ефремов (мл.)                 | Московский кинорежиссёр                     |
| Юрий Наумов Юрий Зинченко Сергей Власов | Агро-банда Зарембы                          |
| Александр Куллинкович                   | Начальник службы безопасности «Фангейминга» |
| Иван Щетко                              | Директор «Беларусьфильма»                   |

## Музыка к фильму
Музыку к фильму написал композитор Дмитрий Фрига. Кроме музыки Дмитрия Фриги в саундтрек фильма вошли композиции победителей музыкального конкурса, который был объявлен «Party-zan фильм» в ходе создания ленты: белорусские группы «Всё Crazy», SuperBullz, «Нейро Дюбель», Тодар Войтюшкевич, группа Recha и многие другие.
| № | Название композиции   | Авторы / исполнители | Время |
| - | --------------------- | -------------------- | ----- |
| 1 | «Маці»                | SuperBullz           | 3:39  |
| 2 | «Реальный мужчина»    | Носорогов и !Хоп!    | 2:19  |
| 3 | «Всё Crazy»           | Всё Crazy            | 3:39  |
| 4 | «Я браў цябе за руку» | Тодар Войтюшкевич    | 3:04  |
| 5 | «Вузкі карабель»      | Recha                | 2:52  |
| 6 | «Маценька»            | Ілюжан               | 5:53  |

## Отзывы и критика
Кинокритики, профессионалы киноиндустрии и публика, учитывая недостатки, связанные с жанровостью, вынужденный продакт-плейсмент и низкое бюджетирование картины, в основном приняли фильм благосклонно, оценив его как важное явление на белорусском кинорынке и оставив положительные отзывы.
Кинокритик и киновед Антон Сидоренко, сравнивая «PARTY-ZAN фильм» с предыдущей лентой Курейчика, «ГараШ», отмечает лучшую проработку сценария в «PARTY-ZAN фильме», более высокий уровень изображения и звука. По его мнению фильм Андрея Курейчика представляет собой идеальную экранную провокацию на тему нравов, царящих в белорусском киносообществе, хотя фильм и показывает лишь малую долю всех сложностей киномира. Критик Антон Сидоренко обращает внимание на игру актёров, по его словам «большинство исполнителей играет на уровне пародии из КВН областного образца. Ставка на молодецкий задор выручает, но далеко не во всех эпизодах». В то же время он отмечает, что удачнее со своими ролями справились профессиональные актёры, «которые, как и харизматичный Александр Куллинкович, берут фактурой и наработанными приёмами». Самое смешное место картины, по мнению критика — это пролог-эпилог с шоуменом-барадзедом (звезда одной из популярных минских радиостанций Александр Найдёнов) с его резким сарказмом в адрес кинокритиков.
Режиссёр Вячеслав Никифоров, оценивая работу Андрея Курейчика, говорит, что он обновляет киноязык и осмеивает антихудожественные шаблоны, используя стёб как расчистку пространства для новой эстетики, считает. При этом, смеясь над другими, Курейчик не обходит стороной и коллег-режиссёров, замечает журналист Олег Грушецкий, отмечая смелость шуток, на которые не отваживаются другие авторы, но которые вызывают широкое обсуждение.
По мнению некоторых критиков независимый фильм «PARTY-ZAN фильм» получился лучше и современнее работ «Беларусьфильма». «Поздравляю Андрея Курейчика с фильмом, который по всем параметрам правильнее и на семь голов выше, современнее и развлекательнее стандартного, унылого беларусьфильмовского болота», — заявил телеведущий и кинокритик Сергей Филимонов, который также сказал, что «то, что делает Курейчик, гораздо выше по уровню, чем занудная, невыносимая чепуха по госзаказу». А по словам телеведущего и лауреата многочисленных телевизионных премий Павла Кореневского, Курейчику удалось «за бюджет в 20 раз меньше самого минимального беларусьфильмовского снять реальную живую комедию».
По мнению театрального критика Алексея Стрельникова, многие из зрителей фильма найдут, над чем посмеяться, и этим, как считает Стрельников, сам способ Курейчика делать кино и ценен — шутить про то, что происходит «здесь, сейчас и про нас». Глава культурной площадки «Арт Сядзіба» Павел Белоус также отметил, что одна из причин, по которой стоит посмотреть «PARTY-ZAN фильм» — это шутки о современной Беларуси и комические сюжеты, созданные на основе реальных фактов, историй, событий, высказываний белорусских чиновников. Наиболее запоминающимися он назвал роли музыкантов группы Neuro Dubel Александра Кулинковича и Юрия Наумова. С этим мнением согласен и фронтмен рок-группы N.R.M. Пит Павлов, называя при этом Наумова «настоящей звездой, которой полностью веришь». Отдельно отметил Пит Павлов, как музыкант, работу с музыкальным сопровождением фильма, которая, на его взгляд, удалась замечательно.
Журналист и режиссёр, бывший гендиректор вещания на Первом национальном телеканале Владимир Максимков полагает, что учитывая тот факт, что белорусский кинематограф делает пока первые шаги, не следует ожидать от него чего-то выдающегося, следует быть терпеливым и снисходительным: «Я думаю, что этот фильм вызовет много критики, но, если эти шаги не будут делаться, когда такие энтузиасты, как Андрей Курейчик, не будут этим заниматься, подавать пример, то мы никогда не разовьёмся в кинематографическом искусстве». По его мнению Андрей Курейчик «закладывает первые кирпичи построения качественного белорусского кинематографа».  Про необходимость такого кино для страны говорит и журналист Настасья Ровдо, называя картину первой современной белорусской комедией.

## Награды
- 2017 год — на XVIII открытом Российском фестивале кинокомедий «Улыбнись, Россия!» режиссёр и сценарист фильма Андрей Курейчик за комедию «PARTY-ZAN фильм» был награждён призом «За кинематографическую многогранность»[60].